# Часон
Часо́н (кор. 자성군?, 慈城郡?) — уезд в провинции Чагандо, КНДР. Граничит с Китаем.

## Города и деревни
Столицей уезда является город Часон. Прочие населённые пункты — Хэнджанпхён и Умнэдон.